# Whitewater, Missouri
Whitewater är en ort (village) i Cape Girardeau County i Missouri. Vid 2020 års folkräkning hade Whitewater 88 invånare.